# 星之海洋5 忠诚与背叛
《星之海洋5 忠诚与背叛》（台湾又译作）是一款2016年发行的动作角色扮演游戏。游戏由tri-Ace开发，史克威尔艾尼克斯发行，对应PlayStation 3和PlayStation 4。这是星之海洋系列第5部本篇游戏，也是第9款游戏，同时也是系列首次中文化。

## 玩法
游戏战斗系统和之前星之海洋作品类似，玩家控制角色一对一战斗，并可选择切换角色。头目战则是全队出阵迎敌。

## 设定
《星之海洋5 忠诚与背叛》设定于距地球6,000光年的星球Feycreed，时间介于系列第二作《星之海洋 第二个故事》和第三作《星之海洋 直到时间的尽头》之间。
游戏男主人公Fedel Camus是保护家乡的剑士，由石川界人配音；女主人公Miki Sorvesta是Fedel童年好友，并视之为兄长，由東山奈央配音；Lilia是一名冷漠的失意女孩。

## 开发
2015年4月14日的《Fami通》杂志首次公布处于开发期的《星之海洋5 忠诚与背叛》。系列开发与发行商依然为tri-Ace和史克威尔艾尼克斯。游戏由小川浩监督，小林秀一制作，安田朗设计角色。小林在采访中称，他“希望游戏模仿《星之海洋3》，并吸取游戏的精华”；游戏标识亦让人联想到该游戏。开发商意通过该游戏向爱好者表示他们没有放弃该系列。游戏主要面向PlayStation 3开发，PlayStation 4为
移植版。

## 评价
《星之海洋5 忠诚与背叛》获得了业界媒体比较平庸的评价。虽然日本著名游戏杂志《Fami通》给本作打出了34分（满分40分）的评价；不过多数西方媒体都对本作评价一般。

### 銷量
遊戲於日本首周共售出113,022份。